# Герке, Отто
Отто Герке (нем. Otto Gerke; 13 июля 1807, Люнебург — 23 июня 1878, Падерборн) — немецкий скрипач, дирижёр и композитор. Сын Августа Герке, брат Антона Герке.
С 1822 г. изучал скрипку и композицию в Касселе под руководством Луи Шпора и его ассистента Морица Гауптмана. В 1827 г. дебютировал в Оркестре Гевандхауса, был придворным музыкантом, а затем и капельмейстером в Готе, в 1832—1836 гг. занимал пост музикдиректора в Падерборне. Затем в течение девяти лет работал в России, а в 1847 г. вновь вернулся в Падерборн, где до конца жизни работал как композитор и преподавал. Автор концерта для скрипки с оркестром, Попурри для кларнета с оркестром на темы оперы Шпора «Йессонда», струнного квартета, фортепианных пьес, песен.